# Sam Scrimgeour
Sam Scrimgeour, né le 28 janvier 1988, est un rameur britannique

## Palmarès

### Jeux olympiques d'été
| Discipline         | Londres 2012 Royaume-Uni | Rio 2016 Brésil |
| ------------------ | ------------------------ | --------------- |
| Deux de pointe, pl |                          |                 |

### Championnats du monde
| Discipline           | Plovdiv 2012 Bulgarie | Chungju 2013 Corée du Sud | Amsterdam 2014 Pays-Bas | Aiguebelette 2015 France |
| -------------------- | --------------------- | ------------------------- | ----------------------- | ------------------------ |
| Deux de pointe, pl   |                       | Bronze                    | Bronze                  | Or                       |
| Quatre de pointe, pl |                       |                           |                         |                          |

### Championnats d'Europe
| Discipline           | Varèse 2012 Italie | Séville 2013 Espagne | Belgrade 2014 Serbie | Poznań 2015 Pologne |
| -------------------- | ------------------ | -------------------- | -------------------- | ------------------- |
| Deux de pointe, pl   |                    |                      | Argent               |                     |
| Quatre de pointe, pl | Argent             |                      |                      |                     |